# Griechische Sprache
| Übersicht: Griechische Sprache (siehe auch: Griechisches Alphabet) |
| Urgriechisch (ca. 2000 v. Chr.) |
| Mykenisch (ca. 1600–1100 v. Chr.) |
| Altgriechisch (ca. 800–300 v. Chr.) Dialekte: Äolisch, Arkadisch-Kyprisch, Attisch, Dorisch, Ionisch                                                                               |
| Koine (ca. 300 v. Chr. – 600 n. Chr.) Variante: Neutestamentliches Griechisch |
| Mittelgriechisch (ca. 600–1500) |
| Neugriechisch (seit ca. 1500) Heutige Amtssprache Volkssprache: Dimotiki Bildungssprache: Katharevousa Dialekte: Griko, Jevanisch, Kappadokisch, Pontisch, Tsakonisch, Zypriotisch |

Die griechische Sprache (griechisch seit 1982 ελληνική γλώσσα, vor 1982 und seit der Antike ἑλληνικὴ γλῶσσα (Anm.); altgriechische Aussprache hellēnikḕ glō̂ssa, neugriechische Aussprache ellinikí glóssa [anhörenⓘ]) ist eine indogermanische Sprache mit einer Schrifttradition, die sich über einen Zeitraum von 3400 Jahren erstreckt. Damit gilt das Griechische in der Sprachwissenschaft als die älteste noch aktive Schriftsprache der Welt.
Das in der Antike verwendete und heute an den Schulen gelehrte Altgriechische wie auch die in der Bibel festgehaltene hellenistische Koine und das Mittelgriechische sind ebenso wie das heute in Griechenland gesprochene Neugriechische verschiedene Stufen der griechischen Sprache.
Die abendländische Kultur ist maßgeblich durch die Sprache und Kultur des antiken Griechenland geprägt. In griechischer Sprache beginnt die europäische Literatur, Philosophie und Wissenschaft. Bedeutende Werke der Weltliteratur wie die homerischen Epen, die großen Dramen von Aischylos, Sophokles und Euripides, die philosophischen Schriften von Platon und Aristoteles oder das Neue Testament sind auf Griechisch verfasst. In zahlreichen Lehn- und Fremdwörtern (Gräzismen) ist Griechisch in vielen modernen Sprachen lebendig.

## Sprachverwandtschaft
Die griechische Sprache gehört zu den indogermanischen Sprachen und stellt einen eigenen Zweig dieser Sprachfamilie dar. Die antike makedonische Sprache ist nahe mit dem Griechischen verwandt. Manche Linguisten bezeichnen diese Sprachgruppe als hellenische Sprachen. Die meisten Linguisten vermuten, dass beide Sprachen eine gleichwertige Abspaltung der hellenischen Ursprache seien, manch andere wiederum behaupten, dass das Makedonisch ein Dialekt des Griechischen sei.
Als nächste Verwandte kommen das Armenische und das Albanische in Frage. Diese Balkanindogermanisch-Hypothese wird durch quantitative Methoden gestützt.

## Geschichte

### Ursprünge
Die griechische Sprache ist einer der Hauptzweige der indogermanischen Sprachfamilie. Sie ist (möglicherweise über eine oder mehrere Zwischenstufen, z. B. das Balkanindogermanische) aus der indogermanischen Ursprache hervorgegangen. Für den Zeitraum der Entstehung des Griechischen, die mit der Einwanderung von Indogermanen auf die Balkanhalbinsel während der frühen Bronzezeit zusammenfallen dürfte, gibt es eine ganze Reihe von Hypothesen. Diese reichen von 3600 v. Chr. (Gimbutas) bis 2000 v. Chr. (Schuler). Die einwandernden Indogermanen trafen auf eine kulturell hochstehende, von den Griechen später Pelasger (Πελασγοί Pelasgoí) genannte Urbevölkerung. Deren Sprache ist nicht überliefert, sondern nur als Substrat im Griechischen erschlossen. Dazu gehören z. B. Lehnwörter wie θάλασσα thálassa („Meer“) und νῆσος nē̂sos („Insel“, neugriechisch νήσος nísos) sowie zahlreiche Ortsnamen wie Κόρινθος Kórinthos (Korinth) und Παρνασός Parnasós (Parnass). Die pelasgische Sprache (oder Sprachengruppe) war wohl nicht indogermanisch; über einen Zusammenhang mit der minoischen Sprache Kretas wird spekuliert. Das Griechische wurde wohl auch von einer unbekannten indogermanischen Sprache, die eventuell dem ausgestorbenen Illyrischen nahestand, beeinflusst.

### Mykenische Zeit
Die ältesten schriftlichen Zeugnisse der Sprache sind in Linearschrift B geschrieben. Sie erscheinen ab dem 14. Jahrhundert v. Chr. – also in mykenischer Zeit – als sehr kurze Texte auf Transportamphoren, wo sie den Inhalt bezeichnen. Längere Texte auf zahlreichen Tontäfelchen, ebenfalls rein praktischer Natur, wurden in den Archiven einiger mykenischer Paläste gefunden. Sie stammen aus dem Beginn des 12. Jahrhunderts v. Chr. Nach Zerstörung der meisten bisher bekannten mykenischen Paläste im 12. Jahrhundert ging die Kenntnis der Linearschrift B verloren. Die strukturell ähnliche Kyprische Silbenschrift auf Zypern blieb jedoch bis ins 3. Jahrhundert v. Chr. in Gebrauch.

### Klassische Zeit

Anfang der Ilias

Gegen Ende der „dunklen Jahrhunderte“, vermutlich um 800 v. Chr., übernahmen die Griechen das phönizische Schriftsystem und wandelten es durch die Einführung von Vokalzeichen ab. Eines der bekanntesten frühen Beispiele der neuen alphabetischen Schrift zeigt der sogenannte Nestor-Becher. In klassischer Zeit ist eine Vielzahl von Dialekten feststellbar, zu den wichtigsten zählen das (noch heute in den Schulen als Altgriechisch gelehrte) Attische, das Ionische, das Dorisch-Nordwestgriechische, von dem das heutige Tsakonisch abstammt, das Aiolische und das Arkadisch-Kyprische.
Die am Anfang der schriftlichen Überlieferung stehenden homerischen Epen, die Ilias und die Odyssee, sind zum Beispiel in einer künstlerischen Sprachform verfasst, die Wörter aus verschiedenen Dialekten benutzte, oft nach den Anforderungen des Metrums, im ganzen jedoch Ionisch mit zahlreichen aiolischen Elementen und Archaismen.

### Hellenistische Zeit
Die politische, wirtschaftliche und kulturelle Vormachtstellung Athens im 5. Jahrhundert v. Chr. machte den dort gesprochenen attischen Dialekt zur Grundlage einer überregionalen Gemeinsprache (Koinē, griechisch κοινή „die Gemeinsame“ oder „Allgemeine“), die durch die Eroberungen Alexanders des Großen im 4. Jahrhundert v. Chr. zur Weltsprache und lingua franca aufstieg. In dieser Sprache wurde unter anderem das Neue Testament verfasst.

### Imperium Romanum
Auch im Römischen Reich blieb Griechisch neben Latein die Amtssprache der östlichen Provinzen und wurde auch im Westen bei den gebildeten Ständen vorausgesetzt, dies auch aufgrund der kulturellen Abhängigkeit der Römer von den Griechen. In der Osthälfte des Reiches war Griechisch bereits seit dem Hellenismus die dominierende Sprache. Unter dem Einfluss fremder Sprachen und der fortbestehenden Dialekte erfolgten gegenüber dem Attischen einige Vereinfachungen in der Grammatik und dem Lautbestand. Dies führte seit dem späten 1. Jahrhundert v. Chr. immer wieder, insbesondere im 2. Jahrhundert, zu Bemühungen um eine „Reinigung“ der griechischen Sprache unter Rückgriff auf das klassische Attisch (Attizismus). Diese Sprachform, die das um 400 v. Chr. in Athen gesprochene Griechisch künstlich zur Norm erhob und von Autoren wie Dionysios von Halikarnassos vehement propagiert wurde, wurde nun zur Sprache der Literatur und der gebildeten Oberschicht, während sich die Umgangssprache immer weiter von dieser erstarrten Form entfernte. Es kam so zu einer ausgeprägten Diglossie, die für das Griechische über Jahrhunderte typisch sein sollte.

### Byzanz
Die „bereinigte“ Form des attischen Altgriechischen blieb auch nach der Teilung des Römischen Reiches im Jahr 395 die Literatursprache des spätantiken Oströmischen Reiches. Nach dem Verlust der lateinisch sprechenden Gebiete auf der Balkanhalbinsel wurde um 630 die lateinische Amtssprache schnell aufgegeben, und Ostrom wurde endgültig zu einem griechisch geprägten Reich. Die Aussprache des Alltagsgriechischen hatte sich zu dieser Zeit bereits sehr stark verändert, besonders was die Vokale und Diphthonge angeht (die Unterscheidung zwischen Lang- und Kurzvokalen verschwand, und mehrere Vokale wurden als langes i ([⁠i⁠]) ausgesprochen, eine Erscheinung, die als Itazismus bezeichnet wird). Das Beta wurde nun durchgängig als [⁠v⁠] ausgesprochen. Spätestens um 700 ähnelte die Aussprache bereits sehr stark der des heutigen Griechisch, seit dem 10. Jahrhundert ist sie mit ihr praktisch identisch.
Nach etwa 640 erlebte Ostrom/Byzanz eine schwere Krisenphase; dies führte dazu, dass für etwa 150 Jahre kaum noch klassizistische Literatur entstand. Zudem verschwand gemeinsam mit den meisten Poleis auch der Grammatikunterricht ebenso wie die lokalen Eliten, die sich jahrhundertelang über ihre Bildung (paideia) definiert hatten. Als im späten 8. Jahrhundert wieder eine nennenswerte literarische Produktion einsetzte, war die Sprache dieser Texte daher in der Regel wieder sehr viel näher am gesprochenen Griechisch dieser Zeit, als es in der Spätantike der Fall gewesen war. Die Veränderung der Aussprache führte in der alltäglichen Sprache zu starken Vereinfachungen bei Flexionsbildung und Grammatik, die auch die literarische Sprache beeinflussten. Doch sind die meisten literarischen Werke der byzantinischen Zeit in einer dem Altgriechischen zumindest angenäherten Sprachform verfasst, bei der der Grad der Abweichung von der „klassischen“ Sprachform sehr unterschiedlich ausfallen kann.
In Syrien und Ägypten blieb Griechisch nach der arabischen Eroberung zunächst noch für einige Jahrzehnte Amtssprache, bevor es diese Funktion ab etwa 700 an das Arabische verlor.

### Neuzeit
Die Haltung des Osmanischen Reichs zur griechischen Sprache war im Allgemeinen tolerant: Schulunterricht in griechischer Sprache war nicht verboten, auch wenn das bis heute gerne behauptet wird, und viele Griechen kamen wegen ihrer Sprachkenntnisse in den Staatsdienst. Die erste Zeitung in Konstantinopel war auf Griechisch geschrieben. Außerdem war das Griechische (vor allem die Koine) Kirchensprache. Die Benutzung der Sprache war jedem freigestellt, eine offene Repression fand nicht statt. Der Verlust des Status als Staatssprache führte aber dazu, dass das Griechische in Folge erneut einem Wandel unterworfen wurde, vor allem geprägt von der Tendenz zur Vereinfachung der klassischen, komplexen grammatischen Struktur.
Nach der Gründung des modernen griechischen Staates 1829/30 wurde die sogenannte Katharévousa (griechisch καθαρεύουσα „reine [sc. Sprache]“; die Grundlagen wurden von Adamantios Korais geschaffen) offizielle Unterrichts- und Amtssprache, eine künstlich geschaffene Hochsprache, die zunächst als Mittelweg zwischen stark antikisierenden und vulgaristischen Modellen für die neue Staatssprache konzipiert war, sich jedoch ab den 1830er-Jahren hinsichtlich Wortschatz und Grammatik zunehmend am klassischen Attisch orientierte. Die jahrhundertelange Koexistenz (Diglossie) dieser Hochsprache und der Volkssprache (Dimotiki, griechisch δημοτική) zog große Probleme im Bildungsbereich nach sich, da Kinder in ihrer natürlichen Sprachentwicklung massiv beeinträchtigt und daran gehindert wurden, sich frei in ihrer Muttersprache auszudrücken. Nach zahlreichen legislativen Initiativen im Lauf des 20. Jahrhunderts zur Etablierung der Volkssprache und ebenso zahlreichen Rückschritten und Archaisierungstendenzen (analog zur je amtierenden Regierung) wurde erst 1976 die Volkssprache endgültig zur Sprache der staatlichen Verwaltung und der Wissenschaft – in der neugriechischen Literatur war die Entscheidung für die Volkssprache allerdings schon im 19. Jahrhundert (Lyrik) bzw. zu Beginn des 20. Jahrhunderts (Prosa) gefallen. Viele Wörter und grammatikalische Strukturen sind aus der Katharevousa in die moderne Volkssprache übernommen worden, weswegen diese auch als Synthese aus Katharevousa und Dimotiki betrachtet wird und „neugriechische Koine“ (νεοελληνική κοινή, englisch Standard Modern Greek) heißt. Die orthodoxe Kirche und einige sprachpuristische Kreise halten für den schriftlichen Gebrauch weiterhin an der Katharévousa fest.

## Schrift
Vor der Erfindung und Einführung der heute noch gebräuchlichen griechischen Schrift etwa ab dem 9. Jahrhundert v. Chr. wurde das mykenische Griechisch in der sogenannten Linear-B-Schrift festgehalten, die jedoch mit dem Untergang der mykenischen Kultur außer Gebrauch kam. Deren Vorläuferin, die Linear-A-Schrift, wurde vermutlich nicht für die griechische Sprache verwendet.
Obwohl sich die Aussprache des Griechischen im Verlauf der Jahrtausende vielfach geändert hat, blieb die Orthographie dank vielerlei Bemühungen um eine Reinhaltung der Sprache weitgehend konstant. Die in hellenistischer Zeit in die griechische Schriftsprache eingeführten Akzente (Akut, Gravis und Zirkumflex) und Symbole für Hauchlaute (Spiritus asper und Spiritus lenis) wurden noch bis vor kurzem verwendet. Durch Erlass Nr. 297 des griechischen Präsidenten vom 29. April 1982 wurden die Hauchzeichen abgeschafft und die Akzente durch ein einziges Zeichen (Tonos) ersetzt, das die betonte Silbe anzeigt. Der Tonos sieht aus wie ein Akut, ist jedoch nicht mit ihm identisch (in Unicode werden Tonos und Akut durch verschiedene Codes dargestellt). Insbesondere literarische Texte werden jedoch bis heute oft noch mit Hauchzeichen und Akzenten gedruckt – egal, ob es sich um die neugriechische Volkssprache Dimotikí oder die Staats- und Bildungssprache Katharévousa handelt.

## Bedeutung
Die griechische Sprache und Schrift hatte auf die Entwicklung Europas immensen Einfluss: Sowohl das lateinische als auch das kyrillische Alphabet wurden auf der Basis des griechischen Alphabets entwickelt.
Das Neue Testament wurde in hellenistischem Griechisch verfasst und wird in Griechenland bis heute im Original gelesen (siehe Bibelgriechisch). Es wurde nach Erfindung des Buchdrucks das erste Mal von Erasmus von Rotterdam gedruckt.
Eine der Hauptquellen der Renaissance und des Humanismus war die Rückbesinnung auf das im Westen fast vergessene Griechisch, ausgelöst unter anderem durch die Flucht vieler Byzantiner in den Westen nach dem Fall Konstantinopels 1453.
Noch heute werden wissenschaftliche Fachbegriffe international gerne unter Rückgriff auf griechische (und lateinische) Wörter geprägt. In der griechischen Sprache selbst werden hierfür fast nur griechische Wörter verwendet, viele lateinischstämmige Fachbegriffe, die in fast allen anderen modernen Sprachen üblich sind, lauten daher im Neugriechischen anders.